# Cidariophanes ischnopterata
Cidariophanes ischnopterata är en fjärilsart som beskrevs av W. Warren 1895. Cidariophanes ischnopterata ingår i släktet Cidariophanes och familjen mätare. Inga underarter finns listade i Catalogue of Life.